# The Everly Brothers
Els Everly Brothers eren un duet rock estatunidenc, conegut per tocar la guitarra saxona i cantar harmoniosament. Format per Isaac Donald "Don" Everly i Phillip "Phil" Everly, el duet va combinar elements de rock and roll, country i pop, convertint-se en pioners del country rock.
El duet es va criar en una família de músics, apareixent per primera vegada a la ràdio a Iowa cantant amb el seu pare Ike Everly i la mare Margaret Everly com "The Everly Family" als anys quaranta, i a Knoxville, Tennessee, mentre els germans estaven a l'escola secundària. Van guanyar l'atenció de Chet Atkins, que va començar a promocionar-los per a l'atenció nacional.
El 1997, els germans van rebre el premi Grammy a la trajectòria. Van ser inclosos al Country Music Hall of Fame el 2001 i al Vocal Group Hall of Fame el 2004. La seva contribució a la música ha estat reconeguda pel Rockabilly Hall of Fame. El 2 d'octubre de 1986, The Everly Brothers van rebre una estrella al Passeig de la Fama de Hollywood pel seu treball en la indústria de la música, situat al 7000 Hollywood Blvd. El 2004, la revista Rolling Stone va classificar els Everly Brothers com a número 33 a la seva llista dels "100 artistes més grans de tots els temps". També estan al núm. 43 a la llista dels artistes de singles més venuts del Regne Unit de tots els temps.

## Història

### Família i educació
Don va néixer a Brownie, comtat de Muhlenberg, Kentucky, l'1 de febrer de 1937, i Phil a Chicago, Illinois, el 19 de gener de 1939. Els seus pares eren Isaac Milford "Ike" Everly Jr. (1908–1975), guitarrista, i Margaret Embry Everly (1919–2021). L'actor James Best (nascut Jewel Guy), també del comtat de Muhlenberg, era un cosí germà, fill de la germana d'Ike.
Margaret tenia 15 anys quan es va casar amb Ike, que tenia 26. L'Ike va treballar a les mines de carbó des dels 14 anys, però el seu pare el va animar a seguir el seu amor per la música i Ike i Margaret van començar a cantar junts. Els germans Everly van passar la major part de la seva infància a Shenandoah, Iowa. Van assistir a la Longfellow Elementary School a Waterloo, Iowa, durant un any però després es van traslladar a Shenandoah el 1944, on van romandre fins a l'escola secundària.
Ike Everly va tenir un programa a KMA i KFNF a Shenandoah a mitjans de la dècada de 1940, primer amb la seva dona i després amb els seus fills. Els germans van cantar a la ràdio com "Little Donnie and Baby Boy Phil". La família va cantar com la Everly Family.
La família es va traslladar a Knoxville, Tennessee, el 1953, on els germans van assistir a West High School. El 1955, la família es va traslladar a Madison, Tennessee, mentre que els germans es van traslladar a Nashville, Tennessee. Don es va graduar a l'escola secundària el 1955, i Phil va assistir a la Peabody Demonstration School a Nashville, de la qual es va graduar el 1957. Tots dos es van poder centrar llavors en la gravació.

### Dècada de 1950

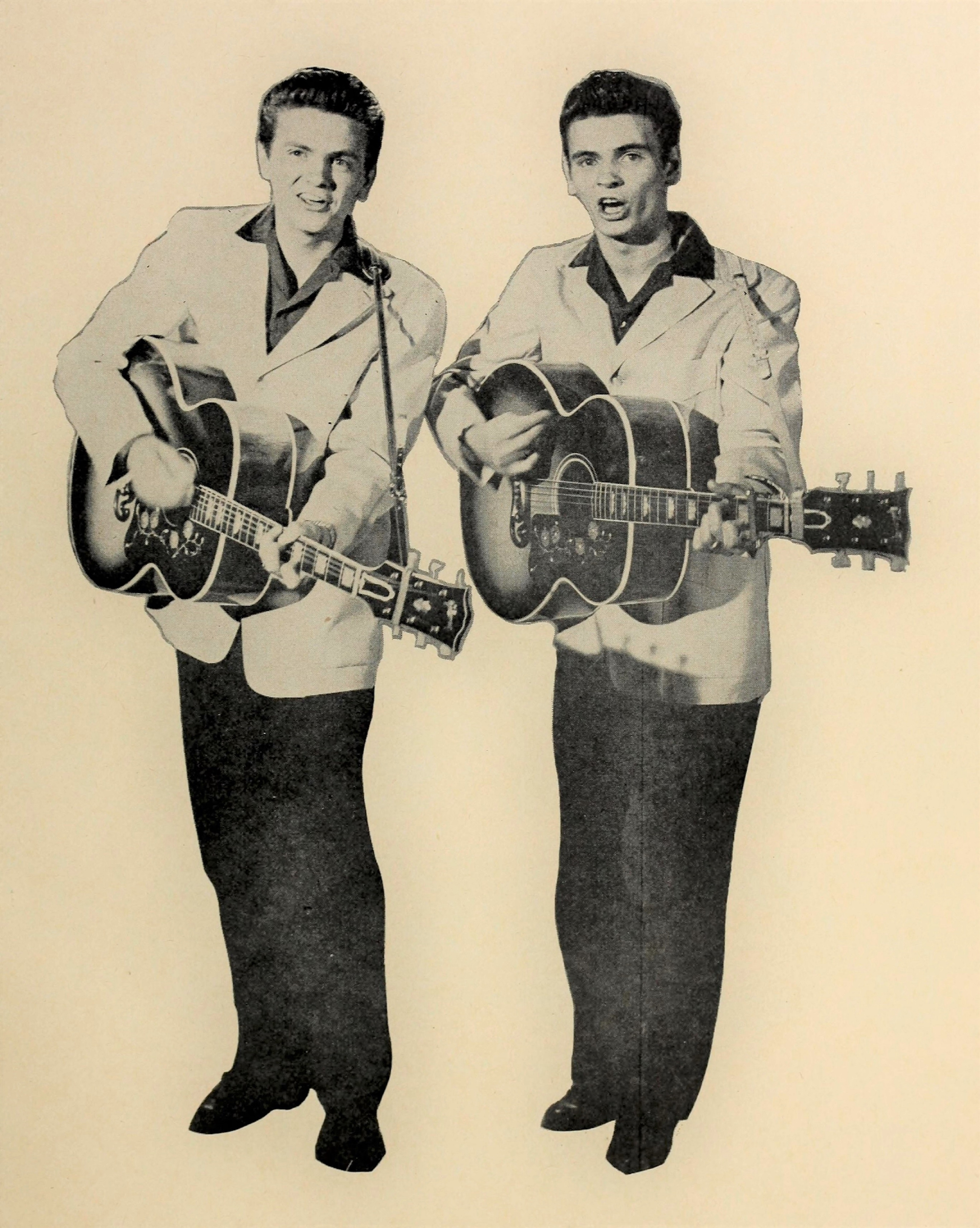
The Everly Brothers a la portada de Cash Box, 13 de juliol de 1957

Mentre vivien a Knoxville, els germans van trobar feina actuant a Farm and Home Hour de Cas Walker, un programa regional de varietats de ràdio i televisió, abans que els germans cridessin l'atenció de l'amic de la família Chet Atkins, gerent dels estudis RCA Victor a Nashville. Poc després la seva mare va traslladar la família a Nashville. Malgrat l'afiliació amb RCA Victor, Atkins d'alguna manera va organitzar que els Everly Brothers enregistressin per a Columbia Records a principis de 1956. El seu "Keep a-Lovin' Me", que Don va escriure i va compondre, va fracassar i van ser eliminats del segell Columbia.
Atkins va presentar als Everly Brothers a Wesley Rose, dels editors musicals Acuff-Rose. Rose els va dir que els aconseguiria un contracte de gravació si signaven amb Acuff-Rose com a compositors. Van signar a finals de 1956, i el 1957 Rose els va presentar a Archie Bleyer, que buscava artistes per als seus Cadence Records. Els Everly van signar i fer una gravació el febrer de 1957. "Be Bye Love" havia estat rebutjat per 30 actes més. La seva gravació va arribar al núm. 2 a les llistes populars, darrere de "(Let Me Be Your) Teddy Bear" d'Elvis Presley i núm. 1 del país i núm. 5 a les llistes de R&B. La cançó, de Felice i Boudleaux Bryant, es va convertir en la primera dels Everly Brothers en arribar al milió de vendes.

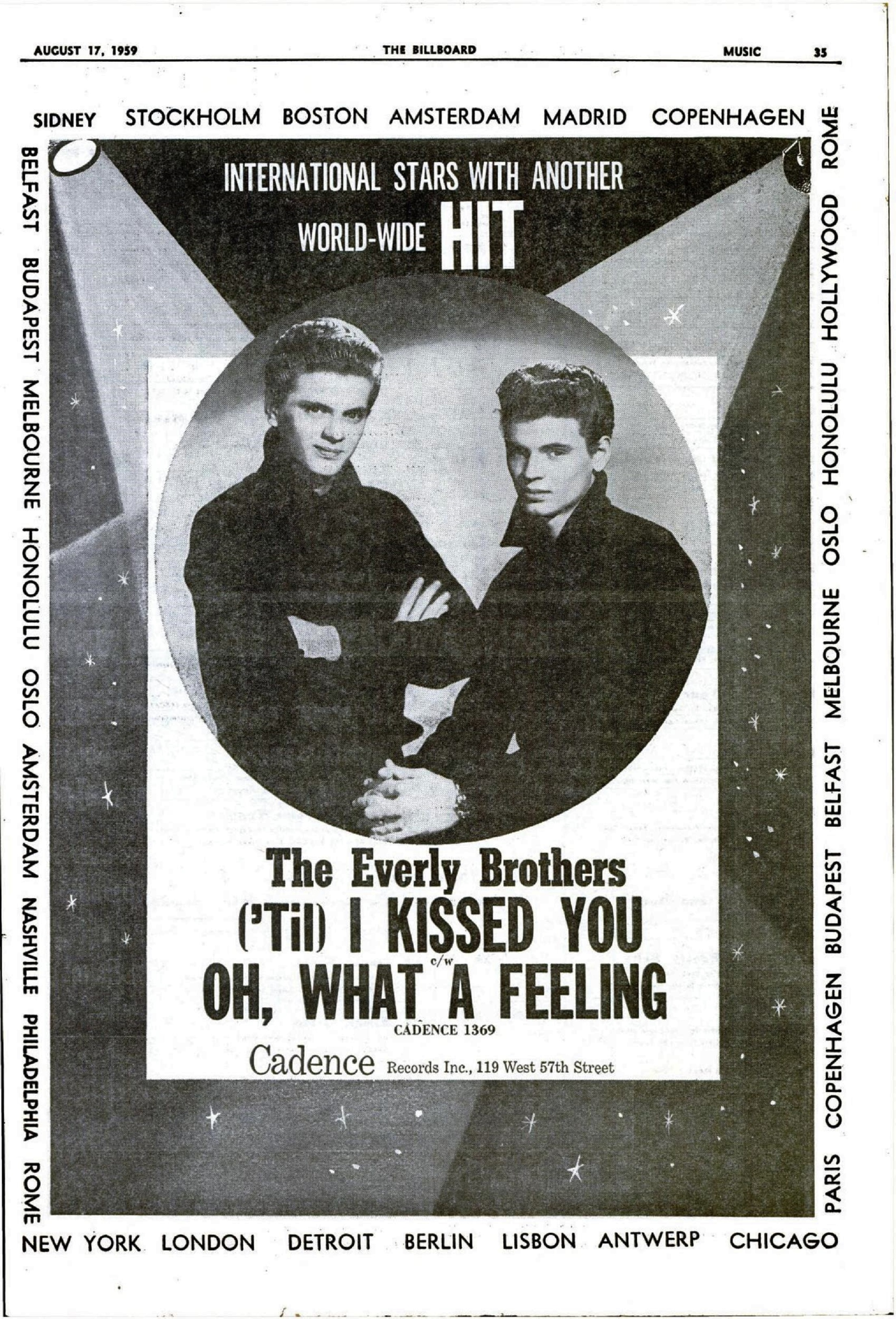
Anunci de Billobard, 17 d'agost de 1959

Treballant amb els Bryants, van tenir èxits als Estats Units i al Regne Unit, els més importants van ser "Wake Up Little Susie", "All I Have to Do Is Dream", "Bird Dog" i "Problems". Els Everlys, tot i que eren en gran part artistes interpretatius, també van tenir èxit com a compositors, especialment amb "(Till) I Kissed You" de Don, que va arribar al núm. 4 a les llistes pop dels Estats Units.
Els germans van fer una gira amb Buddy Holly el 1957 i el 1958. Segons el biògraf de Holly, Philip Norman, van ser els responsables de persuadir a Holly i als Crickets perquè canviessin els seus vestits de Levi's i samarretes als vestits de la Ivy League dels Everlys. Don va dir que Holly va escriure i va compondre "Wishing" per a ells. "Tots érem del sud", va dir Phil sobre els seus punts en comú. "Havíem començat en la música country". Encara que algunes fonts diuen que Phil Everly havia estat un dels portadors de Holly el febrer de 1959, Phil va dir el 1986 que va assistir al funeral i es va asseure amb la família de Holly, però no era un portador. Don no va assistir, dient: "No vaig poder anar al funeral. No vaig poder anar enlloc. Només em vaig anar al llit".

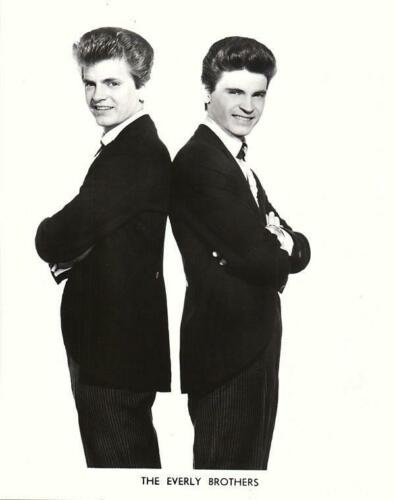
Phil (esquerra) i Don Everly en una foto publicitària de 1965

Després de tres anys a Cadence, els Everly van signar amb Warner Bros. Records el 1960, on van gravar durant 10 anys. El seu primer èxit de Warner Bros., "Cathy's Clown" dels anys 60, que van escriure i compondre ells mateixos, va vendre vuit milions de còpies i es va convertir en el disc més venut del duo. "Cathy's Clown" va ser el número WB1, la primera selecció que Warner Bros. Records va publicar al Regne Unit.
Altres senzills d'èxit de Warner Bros. van seguir als Estats Units, com "So Sad (To Watch Good Love Go Bad)" (1960, pop núm. 7), "Walk Right Back" (1961, pop núm. 7), "Crying in the Rain" (1962, pop núm. 6), i "That's Old Fashioned" (1962, pop núm. 9, el seu darrer hit del top 10). De 1960 a 1962, Cadence Records va llançar singles d'Everly Brothers des dels arxius, inclòs "When Will I Be Loved" (pop núm. 8), escrit i compost per Phil, i "Like Strangers".
Al Regne Unit, van tenir 18 senzills entre els 40 millors amb Warner Bros. a la dècada de 1960, incloent una sèrie d'èxits dels 10 millors fins al 1965 que van incloure "Lucille "/"So Sad" (1960, núm. 4), "Walk Right Back"/"Ebony Eyes" (1961, núm. 1), "Temptation" (1961, núm. 1), "Cryin' in the Rain" (1962, núm. 6) i "The Price of Love" (1965, núm. 2).
El 1962, els registres dels Everlys havien generat 35 milions de dòlars en vendes. El 1961, els germans van tenir una baralla amb Wesley Rose durant l'enregistrament de "Temptation". Rose estava molest perquè els Everlys estaven gravant una cançó que ell no havia publicat i, per tant, per la qual no se li pagaria cap dret de publicació. Rose va fer esforços per bloquejar la publicació del disc. Els Everly es van mantenir ferms a la seva posició i, com a resultat, a principis dels anys 60, van ser expulsats dels compositors d'Acuff-Rose. Aquests inclouen Felice i Boudleaux Bryant, que havien escrit i compost la majoria dels seus èxits, així com els mateixos Everlys, que encara estaven contractats amb Acuff-Rose com a compositors i havien escrit diversos dels seus propis èxits. Des de 1961 fins a principis de 1964, els Everlys van gravar cançons d'altres compositors per evitar pagar drets d'autor a Acuff-Rose. Van utilitzar el pseudònim "Jimmy Howard" com a escriptor o arranjador en dues seleccions que van escriure i gravar durant aquest temps. Aquesta estratagema, però, finalment no va tenir èxit, ja que Acuff-Rose va obtenir la possessió legal dels drets d'autor un cop es va descobrir l'engany. En aquesta època, els germans també van crear el seu propi segell discogràfic, Calliope Records, per a projectes en solitari. Utilitzant el pseudònim "Adrian Kimberly", Don va gravar una versió instrumental per a grans bandes de la primera marxa "Pompa i Circumstància" d'Edward Elgar, que Neal Hefti va organitzar i que va arribar al top 40 dels Estats Units a mitjans de 1961. Van seguir més senzills instrumentals acreditats a Kimberly, però cap d'ells va sortir a la llista. Phil va formar els Keestone Family Singers, que comptaven amb Glen Campbell i Carole King. El seu senzill senzill, "Melodrama", no va arribar a les llistes, i a finals de 1962, Calliope Records havia deixat de negociar. L'últim èxit dels 10 millors dels Estats Units dels Everly Brothers va ser "That's Old Fashioned (That's The Way Love Should Be)" de 1962, una cançó gravada però inèdita per The Chordettes i donada als germans pel seu vell mentor, Archie Bleyer.
En els anys següents, els Everly Brothers van vendre menys discos als Estats Units. Els seus allistaments a la Reserva del Cos de Marines dels Estats Units l'octubre de 1961 els van treure del focus. Una de les seves poques actuacions durant el seu servei del Cos dels Marines va ser a The Ed Sullivan Show, el 18 de febrer de 1962, quan van interpretar "Jezebel" i "Crying in the Rain" mentre anaven amb els seus uniformes de marines.
Després de les seves baixes del servei actiu, els Everly van reprendre la seva carrera, però amb poc èxit als Estats Units. Dels seus 27 senzills a Warner Bros. des del 1963 fins al 1970, només tres van arribar al Billboard Hot 100, i cap va assolir el cim més alt que el núm. 31. Les vendes d'àlbums també van baixar. Els dos primers àlbums dels Everlys per a Warners (el 1960 i el 1961) van assolir el lloc número 9 EUA, però després d'això, d'una dotzena d'LPs més per a Warner Bros., només un va arribar als 200 millors: "Beat &amp; Soul" de 1965, que va assolir el número 141.
La disputa dels Everlys amb Acuff-Rose va durar fins al 1964, quan van reprendre l'escriptura i la composició, així com el treball amb els Bryant. Aleshores, però, els dos germans eren addictes a les mfetamines. L'estat de Don era pitjor, ja que estava prenent Ritalin; la seva addicció va durar tres anys, fins que va patir una crisi nerviosa i va ser hospitalitzat per rebre tractament. Els principals mitjans de comunicació no van informar de l'addicció dels dos germans. Quan Don es va ensorrar a Anglaterra a mitjans d'octubre de 1962, als periodistes se'ls va dir que tenia una intoxicació alimentària; quan els tabloides van suggerir que havia pres una sobredosi de píndoles, la seva dona i el seu germà van insistir que estava patint esgotament físic i nerviós. La mala salut de Don va acabar la seva gira britànica; va tornar als Estats Units, deixant a Phil per continuar amb Joey Page, el seu baixista, ocupant el lloc de Don.
Tot i que el seu estrellat nord-americà havia començat a minvar dos anys abans de la invasió britànica el 1964, el seu atractiu encara era fort al Canadà, el Regne Unit i Austràlia. Els Everlys van tenir èxit al Regne Unit i al Canadà durant la major part de la dècada de 1960, arribant als 40 primers al Regne Unit fins al 1968 i als 10 primers al Canadà fins al 1967. L'àlbum de 1966 Two Yanks in England es va gravar a Anglaterra amb The Hollies, que també van escriure moltes de les cançons de l'àlbum. El darrer èxit dels 40 Estats Units dels Everlys, "Bowling Green", va ser llançat el 1967.
A finals de la dècada de 1960, els germans havien tornat al country rock, i el seu àlbum de 1968, Roots, va ser aclamat per alguns crítics retrospectius com "un dels millors àlbums de country-rock inicial". Tanmateix, a finals de la dècada de 1960, els Everly Brothers havien deixat de ser productors d'èxits a Amèrica del Nord o al Regne Unit, i el 1970, després d'un àlbum en directe sense èxit (The Everly Brothers Show), el seu contracte de deu anys amb Warner Bros. caducat. Van ser els presentadors de substitució d'estiu del programa de televisió ABC-TV de Johnny Cash el 1970; el seu programa de varietats, Johnny Cash Presents the Everly Brothers, comptava amb Linda Ronstadt i Stevie Wonder.
El 1970, Don va llançar el seu primer àlbum en solitari, que no va tenir èxit. Els germans van tornar a actuar el 1971 i van publicar dos àlbums per a RCA Records el 1972 i el 1973. Lindsey Buckingham es va unir i va fer una gira amb ells el 1972. Els Everlys van anunciar que la seva darrera actuació tindria lloc el 14 de juliol de 1973 a Knott's Berry Farm a Buena Park, Califòrnia, però les tensions entre tots dos van sorgir i Don va dir a un periodista que estava cansat de ser un Everly Brother. Durant l'espectacle, Phil va trencar la seva guitarra i se'n va anar. Don va actuar en solitari la nit següent, comentant al públic "The Everly Brothers va morir fa deu anys". Els dos no es tornarien a reunir musicalment durant més de deu anys.

### Anys en solitari (1973–1983)
Phil i Don van seguir carreres en solitari de 1973 a 1983. Don va trobar cert èxit a les llistes de països dels Estats Units a mitjans i finals de la dècada de 1970, a Nashville amb la seva banda, Dead Cowboys, i tocant amb Albert Lee. Don també va actuar en solitari en un festival anual de música country a Londres a mitjans de 1976. La seva aparició va tenir una bona acollida, i van ser rebut amb "uns aplaudiments atronadors", tot i que els crítics van assenyalar que l'actuació va ser desigual.
Phil va fer cors a l'àlbum Mustard de Roy Wood de 1975 i dues cançons per a l'àlbum homònim de Warren Zevon de 1976. Tot i que Zevon formava part de la banda de suport de Phil Everly, Phil també va suggerir el títol i el tema del senzill èxit de Zevon "Werewolves of London".
Don va gravar "Everytime You Leave" amb Emmylou Harris al seu àlbum de 1979 Blue Kentucky Girl.
Phil va gravar amb més freqüència, però sense èxit a les llistes fins a la dècada de 1980. Va escriure "Don't Say You Don't Love Me No More" per a la pel·lícula de comèdia de Clint Eastwood de 1978 Dur de pelar, que va interpretar a duet amb la coprotagonista de la pel·lícula Sondra Locke. Phil també va escriure "One Too Many Women In Your Life" per a la seqüela de 1980, Any Which Way You Can, i va tocar a la banda que donava suport a Locke.
El 1983, Phil va tenir èxit al Regne Unit com a solista amb l'àlbum Phil Everly, gravat principalment a Londres. Entre els músics del LP hi havia el guitarrista dels Dire Straits Mark Knopfler, el bateria de Rockpile i Dire Straits Terry Williams i el teclista Pete Wingfield. El tema "She Means Nothing to Me", escrit i compost per John David Williams i amb Cliff Richard com a co-vocalista principal, va ser un èxit del Top 10 del Regne Unit, i "Louise", escrit i compost per Ian Gomm, va arribar al Top 50 el 1983.

### Reunió, activitats posteriors (1983–2006)
El concert de reunió dels germans al Royal Albert Hall de Londres el 23 de setembre de 1983, que van posar fi als seus deu anys de carreres en solitari, va ser iniciat per Phil i Don juntament amb Terry Slater, amb Wingfield com a director musical. Aquest concert es va gravar per a un LP en directe i un vídeo emès per televisió per cable a mitjans de gener de 1984. Els germans van tornar a l'estudi com a duo per primera vegada en més d'una dècada, gravant l'àlbum EB '84, produït per Dave Edmunds. El senzill principal, "On the Wings of a Nightingale", escrit per Paul McCartney, va ser un èxit (Top 10 adults contemporani) i els va tornar als Hot 100 dels EUA (per a la seva última aparició) i les llistes del Regne Unit. McCartney va fer explícita la seva estima pel duet, dient: "Quan en John i jo vam començar a escriure cançons, jo era en Phil i ell en Don".

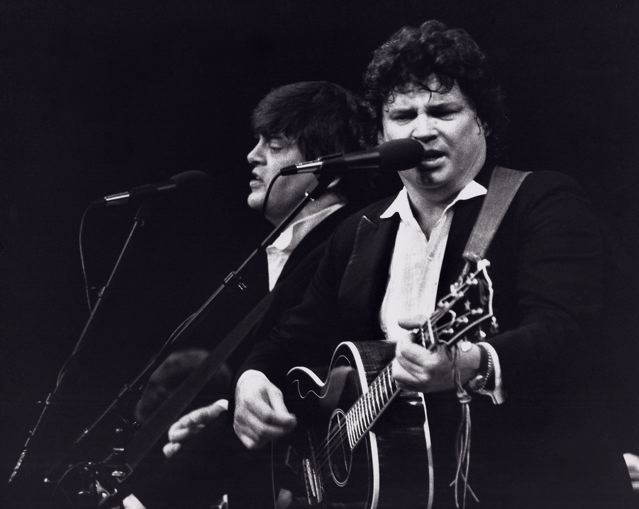
Els Everly Brothers actuant a Nova York, c. dècada de 1980

El seu últim senzill de les llistes va ser "Born Yesterday" de 1986, de l'àlbum del mateix nom. Van col·laborar amb altres intèrprets, majoritàriament cantant cors de suport o duets, incloent veus addicionals a la cançó principal de l'àlbum Graceland de Paul Simon de 1986. El 1990, Phil va gravar un duet amb el cantant neerlandès René Shuman. "On Top of the World" va ser escrit i compost per Phil, que va aparèixer al videoclip que van gravar a Los Angeles. La selecció va aparèixer a l'àlbum de Shuman Set the Clock on Rock . Un enregistrament en directe de la BBC de 1981 de "All I Have to Do Is Dream", que comptava amb Cliff Richard i Phil compartint la veu, va ser un èxit del Top 20 del Regne Unit el 1994.
El 1998, els germans van gravar "Cold" per al musical Whistle Down the Wind d'Andrew Lloyd Webber i Jim Steinman, i l'enregistrament es va utilitzar en versions escèniques com a música font. Va ser l'última gravació d'estudi que els Everly Brothers farien com a duo.
Els germans es van unir a Simon & Garfunkel en la seva gira de reunió "Old Friends" de 2003 i 2004. Com a homenatge als Everly Brothers, Simon & Garfunkel van obrir el seu propi espectacle i els Everlys van sortir al mig. L'àlbum en directe Old Friends: Live on Stage conté Simon & Garfunkel que parlen de la influència dels Everly en la seva carrera i inclou els quatre a "Bye Bye Love"; el DVD posterior inclou dues actuacions en solitari addicionals dels Everlys. No era la primera vegada que Paul Simon actuava amb els seus herois; el 1986, els Everlys havien fet cors a la cançó principal de l'àlbum Graceland de Simon. El Concert de 1981 de Simon & Garfunkel a Central Park va incloure la seva interpretació de "Wake Up, Little Susie" dels Everlys.
Phil Everly va cantar "Sweet Little Corrina" amb el cantant country Vince Gill al seu àlbum de 2006 These Days. Everly havia subministrat anteriorment veus d'harmonia a "White Rhythm and Blues" de J. D. Souther al seu àlbum (de Souther) de 1979 You're Only Lonely.

### Darreres aparicions
Don Everly va assistir a l'Anual Music Masters mentre el Rock and Roll Hall of Fame va retre homenatge als Everly Brothers el 25 d'octubre de 2014. Don va pujar a l'escenari del State Theatre i va interpretar l'èxit clàssic d'Everlys "Bye Bye Love". La seva darrera actuació va ser una aparició com a convidat amb Paul Simon a la gira de comiat de Simon el 2018 a Nashville. Don i Simon van interpretar "Bye Bye Love", amb Simon a l'harmonia de tenor original de Phil Everly.
Don Everly va donar suport públicament a Hillary Clinton per a les eleccions presidencials de 2016 al gener d'aquell any. Aquesta va ser la primera vegada que havia donat suport públicament a un candidat polític. Don va declarar que després de la mort del seu germà Phil, es va sentir lliure d'expressar les seves opinions de manera més oberta, i va assenyalar que les opinions oposades dels germans havien fet impossible que prestessin suport actiu als candidats polítics.

### Defuncions
Phil Everly va morir al Providence Saint Joseph Medical Center de Burbank, Califòrnia, el 3 de gener de 2014, 16 dies abans del seu 75è aniversari, d'una malaltia pulmonar. La vídua de Phil, Patti, va culpar de la mort del seu marit al seu hàbit de fumar, que li va fer desenvolupar una malaltia pulmonar obstructiva crònica, i va explicar que Phil va passar els seus últims anys havent de portar tanques d'oxigen allà on anava i prenent 20 tipus diferents de medicaments al dia.
Don Everly va afirmar en una entrevista del 2014 al Los Angeles Times que havia deixat de fumar a finals dels anys 60 i que Phil també havia deixat de fumar, però que va començar de nou durant la seva ruptura i havia continuat fins al 2001. Don va dir que els pulmons febles correien a la família, ja que el seu pare, Ike, havia mort d'una malaltia pulmonar dels miners de carbó. Va admetre que havia viscut "una vida molt difícil" amb el seu germà i que ell i Phil s'havien separat una vegada més en anys posteriors, cosa que es va atribuir principalment a "les seves visions molt diferents sobre la política i la vida", amb la música com l'única cosa que van compartir de prop, dient: "és gairebé com si poguéssim llegir la ment de l'altre quan cantàvem". No obstant això, Don també va declarar que no havia superat la mort de Phil, dient: "Sempre vaig pensar en ell cada dia, fins i tot quan no ens parlàvem. Encara em sorprèn que se n'hagi anat". Don va afegir que sempre havia cregut fermament que moriria abans que el seu germà, perquè era més gran. En una entrevista del 2016, Don va dir que encara estava fent front a la pèrdua de Phil i que havia guardat algunes de les cendres del seu germà a casa seva. Va afegir que recollia les cendres cada matí i els deia "bon dia", alhora que va admetre que era un ritual peculiar.
Don va morir a la seva casa de Nashville el 21 d'agost de 2021, als 84 anys.

## Estil i influències
La música dels Everly Brothers va fusionar elements de rock and roll, country i pop. El seu estil ha estat classificat com a country rock, rock and roll, rockabilly i country. El duet es considera retrospectivament com a pioners del country rock. Don i Phil, tots dos guitarristes, van utilitzar l'harmonia vocal basada principalment en terços diatònics. A la majoria dels enregistraments, Don va cantar la part del baríton i Phil l'harmonia del tenor. Una excepció notable és "Since You Broke My Heart" (1958). Encara que Don era principalment baix, i Phil era principalment agut, les seves veus es superposen d'una manera molt intricada i gairebé subtil. Un altre exemple notable és "I'll See Your Light" (1977), que és una de les poques cançons en què Phil té constantment l'harmonia baixa mentre que Don és constantment agut. Don solia cantar els versos en solitari (per exemple, els versos de "Bye Bye Love"); entre les poques excepcions hi ha el senzill de 1965 "It's All Over", on Phil va cantar els versos en solitari de la cançó.
A finals de la dècada de 1950, els Everly Brothers van ser l'addició del moviment juvenil de rock and roll als grups vocals d'harmonia propera, molts dels quals eren bandes familiars. Van influir en grups de rock de la dècada de 1960, amb actes tan importants com The Beatles, The Beach Boys, i Simon & Garfunkel interpretant cançons dels Everly com a part del seu primer desenvolupament musical.

## Llegat
La música dels Everly Brothers va influir en els Beatles, amb Paul McCartney i John Lennon referint-se a ells mateixos com "els Everly Brothers britànics" quan feien auto-stop cap al sud per guanyar un concurs de talent abans que naixés la banda. Van basar l'arranjament vocal de "Please Please Me" en "Cathy's Clown". McCartney també es va referir a "Phil and Don" a la lletra de "Let 'Em In" de l'àlbum de 1976 Wings at the Speed of Sound.
Keith Richards va anomenar Don Everly "un dels millors guitarristes de ritme".
Paul Simon, que va treballar amb la parella a la cançó "Graceland", va dir l'endemà de la mort de Phil: "Phil i Don eren el duo de sons més bonic que he sentit mai. Ambdues veus prístines i plenes d'ànima. Els Everly estaven allà a la cruïlla de camins de country i R&B. Van ser testimonis i van formar part del naixement del rock and roll".

## Assoliments i honors

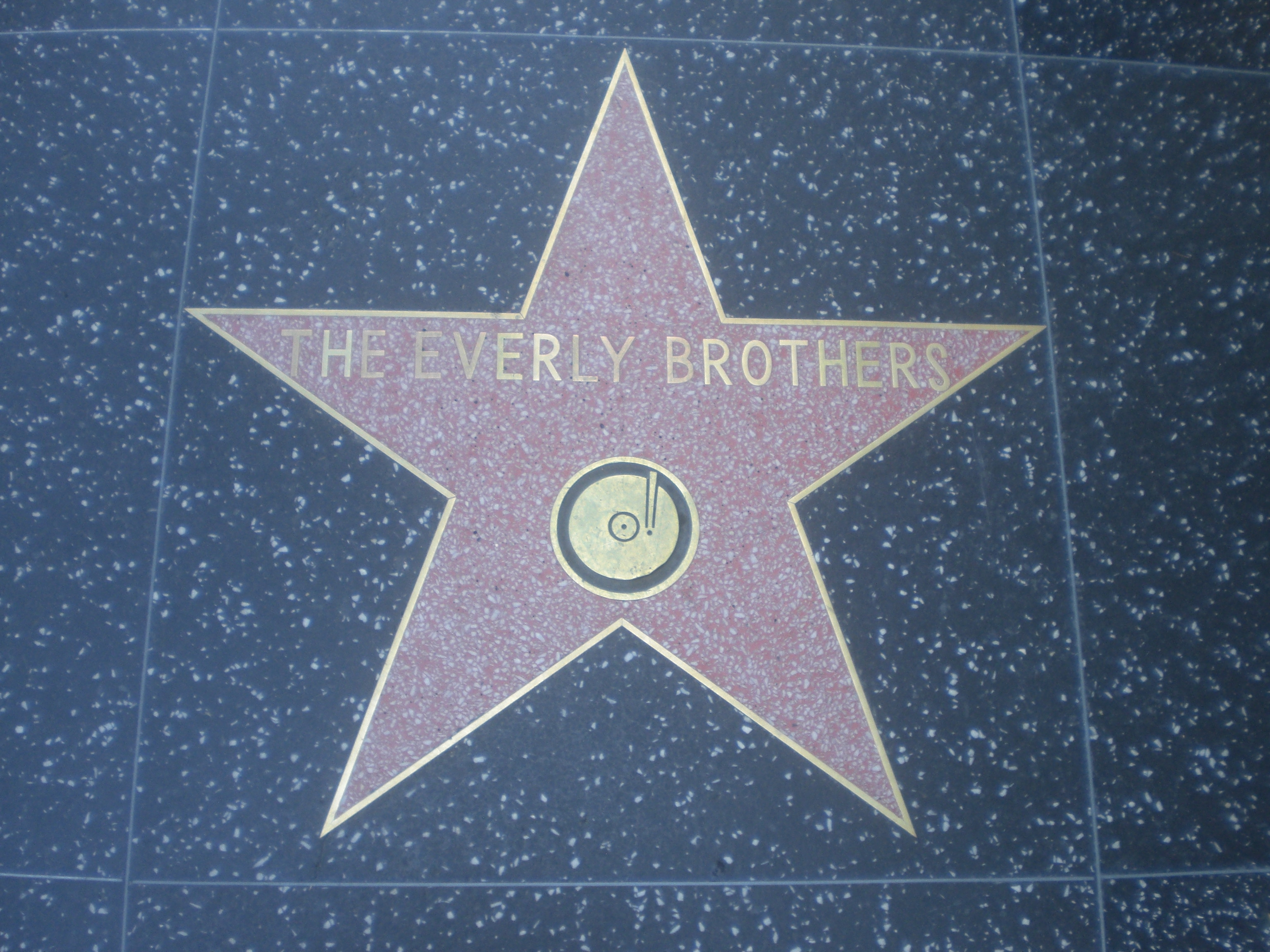
estrella al Passeig de la Fama de Hollywood de The Everly Brothers.

Els Everly Brothers van tenir 35 senzills Billboard Top 100, 26 entre els 40 primers. Tenen el rècord del major nombre de singles Top 100 de qualsevol duo i només segueixen Hall & Oates per a la major nombre de singles Top 40 d'un duo. Al Regne Unit, van tenir 30 senzills, 29 al Top 40, 13 al Top 10 i 4 al No.1 entre 1957 i 1984. Van tenir 12 àlbums Top 40 entre 1960 i 2009.
Els Everly Brothers van estar entre els 10 primers artistes incorporats al Rock and Roll Hall of Fame el 1986. Van ser presentats per Neil Young, que va observar que tots els grups musicals als quals havia pertangut alguna vegada havien intentat, i no van aconseguir, copiar les harmonies dels Everly Brothers. El 5 de juliol de 1986, els Everly van tornar a Shenandoah, Iowa, per a un concert, desfilada, dedicació al carrer, reunió de classe i altres activitats. Les quotes dels concerts es van donar a l'Everly Family Scholarship Fund, que dona beques a estudiants de secundària i secundària a Shenandoah. Els germans van ser incorporats al Saló de la Fama del Rock 'n' Roll d'Iowa el 2003.
El 1997, els germans van rebre el premi Grammy a la trajectòria. Van ser incorporats al Saló de la fama de la música country el 2001 i al saló de la fama dels grups vocals el 2004. La seva contribució a la música ha estat reconeguda pel Rockabilly Hall of Fame. El 2 d'octubre de 1986, The Everly Brothers van rebre una estrella al Passeig de la Fama de Hollywood pel seu treball en la indústria de la música, situat al 7000 Hollywood Blvd. El 2004, la revista Rolling Stone va classificar els Everly Brothers com a número 33 a la seva llista dels "100 artistes més grans de tots els temps". També són núm. 43 a la llista dels artistes de singles amb més vendes al Regne Unit de tots els temps.

## Discografia

### Àlbums
- The Everly Brothers (1958)
- Songs Our Daddy Taught Us (1959)
- It's Everly Time (1960)
- A Date with the Everly Brothers (1961)
- Both Sides of an Evening (1961)
- Instant Party! (1962)
- Christmas with the Everly Brothers (1962)
- The Everly Brothers Sing Great Country Hits (1963)
- Gone, Gone, Gone (1964)
- Rock'n Soul (1965)
- Beat & Soul (1965)
- In Our Image (1966)
- Two Yanks in England (1966)
- The Hit Sound of the Everly Brothers (1967)
- The Everly Brothers Sing (1967)
- Roots (1968)
- Stories We Could Tell (1972)
- Pass the Chicken & Listen (1973)
- EB 84 (1984)
- Born Yesterday (1986)
- Some Hearts (1989)

### Recopilacions
| - The Best of The Everly Brothers (1959) - The Fabulous Style of The Everly Brothers (1960) - Souvenir Sampler (1961) - The Everly Brothers' Golden Hits (Warner 1471, 1962) - Folk Songs of The Everly Brothers (1962 Cadence) - 15 Everly Hits (1963 Cadence) - The Very Best of the Everly Brothers (Warner 1554, 1964) - Wake up Little Susie (Harmony) (1969) - Chained to a Memory (1970) - Original Greatest Hits (1970) - Living Legends (1972) - Don't Worry Baby (1973) - The History of The Everly Brothers (1973) - The Everly Brothers' Greatest Hits (1974) - Wake Up Again (1974) - Everlys (1975) | - Greatest Hits Vol. I (1977) - Greatest Hits Vol. II (1977) - Greatest Hits Vol. III (1977) - The New Album (1977) - The Everly Brothers (1981) - Everly Brothers 24 Original Classics (1984) - Home Again (1985) - All They Had to Do Was Dream (1985) - Cadence Classics - Their 20 Greatest Hits (1985) - The Everly Brothers (1988) - Classic Everly Brothers (1992) - Walk Right Back on Warner Bros. 1960-1969 (1993) - Heartaches and Harmonies (1994) - Stories We Could Tell:The RCA Years (2003) - Studio Outtakes (2005) - The Price of Fame (2005) - Too Good to Be True (2005) - Give Me A Future (2005) - Chained to a Memory (2006) - Country: The Everly Brothers (2012) |

### Concerts
- Everly Brothers Show (1970)
- The Everly Brothers Reunion Concert (1983)
- Everly Brothers Live (1996)
- The Everly Brothers Live in Paris 1963 (1997)